# Cobitis megaspila
Cobitis megaspila là một loài cá vây tia thuộc họ Cobitidae.
Loài này có ở Cộng hòa Moldova và România.